# Frégate (Mauritius)
Frégate ist eine kleine Insel südwestlich von Rodrigues rund 400 Meter vor der Baie Topaze. Politisch gehört sie zu Mauritius und wird von dort verwaltet. Der französische Name der Insel lautet Île Frégate und grenzt sich damit anders als im deutschen von der Insel Frégate der Seychellen (auf Französisch: Île de Frégate) ab.